# 秋田市立八橋小学校
秋田市立八橋小学校（あきたしりつ やばせしょうがっこう）は、秋田県秋田市八橋にある公立小学校。学校区は、秋田市中央部、おおむね、八橋運動公園以北、新国道西部、草生津川東岸となっている。  

## 概要
1973年創立。八橋地域ほぼ全域を学区とする。ほとんどの生徒が、秋田市立泉中学校に進学する。2030年（令和12年）3月31日を目処に、秋田市立寺内小学校を吸収予定となっている。
- 敷地面積：14,584 m2
- 校舎面積：6,012m2
- 屋内運動場面積：0928m2
- 屋外運動場面積: 9,906 m2[2]

## 教育目標
- 『ともに学び　よりよく生きる子どもの育成』 ～ふれあい　挑戦　生命（いのち）～
  - やさしい心でふれあう子ども
  - ば（バ）イタリティをもって挑戦する子ども
  - せいめいを尊重する子ども

## 沿革
出典
- 1973年（昭和48年）
  - 4月2日 - 開校式挙行。
  - 6月15日 - 第二期工事開始。
  - 12月26日 - 校旗作製。
- 1974年（昭和49年）
  - 1月3日 - 校歌制定。
  - 3月29日 - 第二期工事（体育館・管理棟・低学年棟）完成。
  - 5月8日 - 新校舎完成記念植樹。
  - 7月20日 - プール完成。
  - 10月7日 - 校舎落成記念式典挙行。
- 1975年（昭和50年）
  - 3月31日 - 低学年広場とプール周りの芝張り・植樹。
  - 7月18日 - 八橋小文化体育育成会結成。
  - 12月6日 - 教室増築完成。
- 1979年（昭和54年）4月1日 - 泉小学校新設に伴い、本校から児童約400名転出。
- 1983年（昭和58年）10月28日 - 創立10周年記念式典挙行。
- 1990年（平成2年）4月1日 - 寺内小学校新設に伴い、本校から児童約600名転出。知的障害特殊学級設置。
- 1993年（平成5年）9月25日 - 創立20周年記念式典挙行。
- 1996年（平成8年）11月29日 - 校舎大規模改造工事第一期工事完了。
- 1997年（平成9年）
  - 4月1日 - 情緒障害特殊学級開設。
  - 12月25日 - 校舎大規模改造工事第二期工事完了。
- 1998年（平成10年）
  - 3月10日 - 体育館壁画完成式典挙行。
  - 4月1日 - 病弱・身体虚弱特殊学級開設。
- 1999年（平成11年）
  - 2月19日 - 校舎大規模改造工事第三期工事完了。
  - 9月30日 - 校舎大規模改造工事第四期工事完了。
- 2001年（平成13年）9月28日 - グラウンド全面改修工事完了。
- 2003年（平成15年）9月28日 - 創立30周年記念式典挙行し、学習発表会開催。
- 2013年（平成25年）11月2日 - 創立40周年記念式典挙行。
- 2020年（令和2年）4月1日 - 肢体不自由特別支援学級設置。
- 2021年（令和3年）3月31日 - 空調設備導入事業完了。エアコンを16教室に設置。タブレット端末及び充電保管庫設置完了し、全児童にタブレット端末貸与。
- 2022年（令和4年）
  - 1月15日 - 給排水設備改修工事が完了し、受水槽稼働開始。
  - 3月15日 - エレベーター工事完了。
  - 8月30日 - グラウンド改修工事完了。
- 2023年（令和5年）4月1日 - 難聴特別支援学級設置。

## 校章
- 校章掲載のページを参照。
- 「八橋」の文字を図案化したもので、「八」の字は地下資源、石油の櫓を象るとともに、伸びゆく学校を表現したもの。

## 校歌
- 校歌のページを参照。
- 作詞 竹内瑛二郎、作曲 佐藤敏雄

## 部活動
- 器楽部

## スポーツ少年団
- 野球
- サッカー
- バスケット男女
- バレー男女

## 通学区域と進学先
出典

### 通学区域
- 八橋運動公園
- 八橋本町1丁目
- 八橋本町2丁目
- 八橋本町3丁目
- 八橋本町4丁目
- 八橋本町5丁目
- 八橋鯲沼町
- 八橋大沼町
- 八橋大畑1丁目
- 八橋大畑2丁目
- 八橋イサノ1丁目
- 八橋イサノ2丁目
- 八橋南1丁目（8番(1号～6号・8号・9号・11号)、9番(10号以降)、10番(1号・2号・19号～32号・34号以降)、11番～13番）
- 八橋新川向
- 八橋三和町
- 八橋田五郎1丁目
- 八橋田五郎2丁目

### 進学先
- 秋田市立泉中学校

## アクセス
- 秋田中央交通
  - 「230」・「231」の各系統・泉八橋環状線で、「イサノ一丁目」停留所下車後、学校正門まで、
    - 内回りルートのりばから、徒歩約355m・約5分。
    - 外回りルートのりばから、徒歩約360m・約5分。

  - 「100」・「101」・「105」・「110」・「113」・「114」・「115」・「153」の各系統で、「マツダ前」停留所下車後、
    - 土崎方面（北行）のりばから、徒歩約760m・約12分。
    - 秋田駅西口行（南行）のりばから、徒歩約685m・約11分。

## 著名出身者
- 安田祐生（サッカー選手：ブラウブリッツ秋田）
- 小野仁（プロ野球選手：元 読売ジャイアンツ / 近鉄バファローズ / ニューヨークメッツ）
- 野中瑠衣（バレーボール選手：日立Astemoリヴァーレ）
- 湊貴信（由利本荘市長）
- 小沼ようすけ（ギタリスト）
- 石川真紀（元文化放送アナウンサー）

## 周辺
- 秋田市八橋児童館 - 敷地が隣接。
- 国際空手道連盟極真会館秋田県総本部
- 社会福祉法人白百合保育園
- 白百合学童クラブ
- 特別養護老人ホーム八橋
- 秋田自動車学校
- 秋田新国道郵便局
- 秋田県道56号秋田天王線
  - なお、県道56号線沿いには、ロードサイド店が点在する。
- 草生津川